# Harry Simon (Boxer)
Harry Simon (* 21. Oktober 1972 in Walvis Bay, Südwestafrika) ist ein ehemaliger namibischer Profiboxer und Weltmeister der WBO im Halbmittel- und Mittelgewicht.

## Karriere
Als Amateurboxer gewann er 1991 die Goldmedaille im Weltergewicht, bei den Afrikaspielen in Kairo.  In dieser Gewichtsklasse startete er zudem für sein Heimatland bei den Olympischen Sommerspielen 1992 in Barcelona, wo er jedoch im ersten Kampf knapp Aníbal Santiago Acevedo (11:13) aus Puerto Rico unterlag. 1994 wurde er in Südafrika Profi.
Nach 16 Siegen in Folge, davon 14 durch K. o. gewann er am 22. August 1998 durch Punktesieg gegen Ronald Wright die WBO-Weltmeisterschaft im Halbmittelgewicht. Bis 2001 verteidigte er den Titel gegen Kevin Lueshing aus Großbritannien, den argentinischen Rechtsausleger Enrique Areco, den Amerikaner Rodney Jones und den ungeschlagenen Wayne Alexander.
Am 21. Juli 2001 gewann er durch Punktesieg gegen Hacine Cherifi die interime Weltmeisterschaft der WBO und erhielt so eine Titelchance um den regulären WM-Gürtel der WBO gegen den ungeschlagenen Armand Krajnc, welchen er am 6. April 2002 in Kopenhagen nach Punkten besiegte. 
Zwischen 2007 und 2012 bestritt er acht erfolgreiche Kämpfe in Namibia und Kenia. 2018 beendete er nach 31 Siegen (davon 23 durch K. o.) in 31 Kämpfen seine Karriere.

### Liste der Profikämpfe
| 31 Siege (23 K.-o.-Siege), 0 Niederlagen, 0 Unentschieden |               |                                    |                    |                         |
| Jahr                                                      | Tag           | Ort                                | Gegner             | Ergebnis für Simon      |
| 1994                                                      | 26. Januar    | Springs, Südafrika                 | Leon Van Rensburg  | Sieg / TKO 1. Runde     |
| 1994                                                      | 5. März       | Johannesburg, Südafrika            | Thabiso Dlamini    | Sieg / KO 1. Runde      |
| 1994                                                      | 26. März      | Springs, Südafrika                 | Petros Twala       | Sieg / TKO 2. Runde     |
| 1994                                                      | 20. November  | Johannesburg, Südafrika            | Thandekile Boyana  | Sieg / TKO 4. Runde     |
| 1994                                                      | 21. Dezember  | Durban, Südafrika                  | Paul Nhlumayo      | Sieg / TKO 2. Runde     |
| 1995                                                      | 15. März      | Mabopane, Südafrika                | Enuel Marshile     | Sieg / TKO 5. Runde     |
| 1995                                                      | 12. Mai       | Pretoria, Südafrika                | Ernest Goliath     | Sieg / TKO 1. Runde     |
| 1995                                                      | 8. Juli       | Johannesburg, Südafrika            | Danny Chavez       | Sieg / Punkte 10. Runde |
| 1995                                                      | 23. September | Bloemfontein, Südafrika            | José María Cabral  | Sieg / KO 6. Runde      |
| 1996                                                      | 13. April     | Manchester, Vereinigtes Königreich | Paul Wesley        | Sieg / RTD 4. Runde     |
| 1996                                                      | 6. Juli       | Manchester, Vereinigtes Königreich | Del Bryan          | Sieg / TKO 6. Runde     |
| 1996                                                      | 31. August    | Dublin, Irland                     | Anthony Ivory      | Sieg / Punkte 6. Runde  |
| 1997                                                      | 8. Februar    | London, Vereinigtes Königreich     | John Bosco         | Sieg / KO 2. Runde      |
| 1997                                                      | 3. Mai        | Manchester, Vereinigtes Königreich | Nick Odore         | Sieg / KO 5. Runde      |
| 1997                                                      | 19. Juli      | London, Vereinigtes Königreich     | George Richards    | Sieg / KO 5. Runde      |
| 1997                                                      | 22. Dezember  | Sheffield, Vereinigtes Königreich  | Kasi Kaihau        | Sieg / KO 4. Runde      |
| 1998                                                      | 22. August    | Hammanskraal, Südafrika            | Winky Wright       | Sieg / MD 12. Runde     |
| 1999                                                      | 1. Mai        | London, Vereinigtes Königreich     | Kevin Lueshing     | Sieg / TKO 3. Runde     |
| 2000                                                      | 29. Februar   | London, Vereinigtes Königreich     | Enrique Areco      | Sieg / TKO 10. Runde    |
| 2000                                                      | 23. September | Rama, Kanada                       | Rodney Jones       | Sieg / MD 12. Runde     |
| 2001                                                      | 10. Februar   | Widnes, Vereinigtes Königreich     | Wayne Alexander    | Sieg / TKO 5. Runde     |
| 2001                                                      | 21. Juli      | Bayamón, Costa Rica                | Hacine Cherifi     | Sieg / UD 12. Runde     |
| 2002                                                      | 6. April      | Kopenhagen, Dänemark               | Armand Krajnc      | Sieg / UD 12. Runde     |
| 2007                                                      | 3. März       | Windhoek, Namibia                  | Stephen Nzuemba    | Sieg / UD 12. Runde     |
| 2010                                                      | 20. Februar   | Nairobi, Kenia                     | Daniel Wanyonyi    | Sieg / TKO 5. Runde     |
| 2010                                                      | 4. Dezember   | Windhoek, Namibia                  | Rashid Matumla     | Sieg / KO 1. Runde      |
| 2012                                                      | 23. Juni      | Windhoek, Namibia                  | Ruben Groenewald   | Sieg / TKO 1. Runde     |
| 2013                                                      | 29. Juni      | Windhoek, Namibia                  | Zoltan Kiss Junior | Sieg / TKO 2. Runde     |
| 2013                                                      | 28. September | Windhoek, Namibia                  | Geard Ajetović     | Sieg / UD 12. Runde     |
| 2016                                                      | 26. März      | Windhoek, Namibia                  | Japhet Kaseba      | Sieg / TKO 2. Runde     |
| 2018                                                      | 24. November  | Windhoek, Namibia                  | Kaminjah Ramadhan  | Sieg / TKO 2. Runde     |

## Verkehrsunfälle
Sein sportlicher Erfolg wurde durch einen Verkehrsunfall 2001 getrübt, bei dem zwei Deutschnamibier ums Leben kamen. Simon soll mit einer Geschwindigkeit von 230 km/h unterwegs gefahren sein. Der Täter beging Fahrerflucht. Während die Polizei davon ausging, dass Simon gefahren ist, übernahm sein Fahrer Hans Hauwanga die Schuld und wurde zu einer Haftstrafe von zwei Jahren verurteilt. Es kam zuvor zu schweren Ermittlungspannen. So sind unter anderem Blutalkoholproben von Simon und Hauwanga verloren gegangen.
Im November 2002 war er wieder in einen tödlichen Verkehrsunfall verwickelt, bei dem drei belgische Touristen, darunter ein Kind, ums Leben kamen. Vier weitere Personen wurden schwer verletzt. Die Belgier wollten auf der Straße zwischen den namibischen Küstenorten Swakopmund und Walvis Bay bei Langstrand rechts in eine Feriensiedlung abbiegen, Simon kam ihnen mit erhöhter Geschwindigkeit auf ihrer Spur entgegen, es kam zum Frontalzusammenstoß. Simon selber wurde schwer verletzt. Im Prozess zum Unfall von 2002 wurde er am 9. Juli 2007 zu vier Jahren Haft verurteilt, von denen zwei zur Bewährung ausgesetzt wurden. Er wurde nach 21 Monaten am 8. April 2009 entlassen.

## Familie
Sein Sohn Harry Simon Junior ist ebenfalls Boxer.